# マルティナ・サーブリーコヴァー

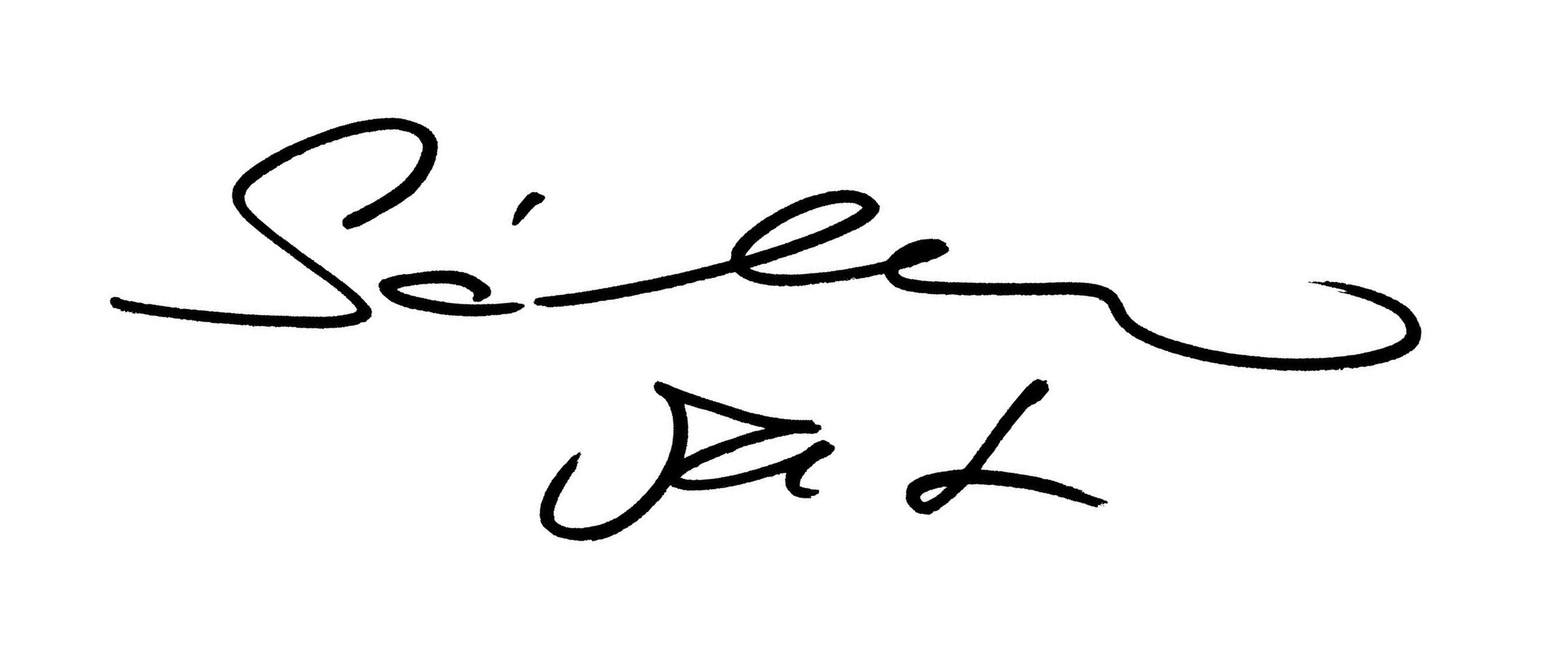
サーブリーコヴァーのサイン

マルティナ・サーブリーコヴァー（チェコ語: Martina Sáblíková、1987年5月27日 - ）は、チェコの女子スピードスケート、インラインスピードスケート及び自転車競技（ロードレース）選手。チェコスロバキア、ノヴェー・ミェスト・ナ・モラヴィエ出身。
2010年のバンクーバーオリンピックの際、日本の報道機関はマルチナ・サブリコワと表記していた。

## 経歴

### スピードスケートにおける実績
2006年
- トリノオリンピック・5000m 4位、3000m 7位。
- 世界ジュニアスピードスケート選手権大会総合2位。

2007年
- ソルトレークシティで開催された世界距離別スピードスケート選手権大会・3000m及び5000m優勝。5000mでは、6分45秒61の世界記録をマークした。
- ISUワールドカップ
  - 長距離(3000m及び5000mの合算)総合優勝。同年3月14日、10000m（カルガリー）で13分48秒33の未公認世界記録をマーク。
- スポーツパーソン・オブ・ザ・イヤー・チェコ（チェコ最優秀スポーツ選手賞）を獲得。

2008年
- 長野市で開催された世界距離別スピードスケート選手権大会・5000m連覇。
- ISUワールドカップでは前年に続き、長距離で総合優勝を果たした。

2009年
- ハーマルで開催された世界オールラウンドスピードスケート選手権大会で初の総合優勝。
- バンクーバーで行われた世界距離別スピードスケート選手権大会では、5000mで3連覇を達成、3000mでは2位に入った。
- ISUワールドカップでは3シーズン連続となる、3000m及び5000m総合優勝を達成した他、チーム・パシュートでも総合優勝。2度目のスポーツパーソン・オブ・ザ・イヤー・チェコを獲得。

2010年
- バンクーバーオリンピックではまず、2月14日に行われた3000mで、4分02秒53をマークし金メダル。2月21日に行われた1500mでは銅メダルを獲得。そして2月24日に行われた5000mでは、6分50秒92をマークし、2つ目の金メダルを手中にした。
- ヘーレンフェーンで行われた世界オールラウンドスピードスケート選手権大会において、2年連続の総合優勝を果たした。

2011年
- 2月18日に5000mの世界記録を更新。

2012年
- 世界距離別選手権で5年ぶりの長距離2冠を達成。
- ワールドカップの長距離で総合6連覇。男女全種目通じて、ジェニー・ウォルフ、グンダ・ニーマン・シュティルネマンに続く史上3人目の快挙である。

2013年
- ワールドカップの長距離で史上初の総合7連覇を果たした。

2019年
- 世界オールラウンド選手権で3000m・5000mで世界新記録を連発。高木美帆を抑えて総合優勝。

### 自転車競技における実績
2010年
- 6月22日に行われたチェコ国内選手権・個人タイムトライアル、及び6月26日の同大会・個人ロードレースでそれぞれ優勝した。

2012年
- 世界選手権・ITT 9位

## 世界記録
現在、以下の種目で世界記録を保持している。また国際スケート連盟の非公認種目だが10000mの世界記録も保持している。
| 種目             | 記録      | 日時          | 場所               |
| ---------------- | --------- | ------------- | ------------------ |
| 5000メートル競走 | 6分42秒66 | 2011年2月18日 | ソルトレイクシティ |